# 圣皮埃尔图瓦拉克
圣皮埃尔图瓦拉克（法語：Saint-Pierre-Toirac，法語發音：[sɛ̃ pjɛʁ twaʁak]）是法国洛特省的一个市镇，属于菲雅克区。

## 地理
圣皮埃尔图瓦拉克（44°31'39"N, 1°57'14"E）面积5.83 平方千米，位于法国奧克西塔尼大區洛特省，该省份为法国西南部内陆省份，北起顺时针与科雷兹省、康塔爾省、阿韦龙省、塔恩-加龙省、洛特-加龍省和多尔多涅省接壤。
与圣皮埃尔图瓦拉克接壤的市镇（或旧市镇、城区）包括：巴拉吉耶多尔特、贝迪埃、卡拉亚克、费塞勒、弗龙特纳克、拉罗克图瓦拉克。
圣皮埃尔图瓦拉克的时区为UTC+01:00、UTC+02:00（夏令时）。

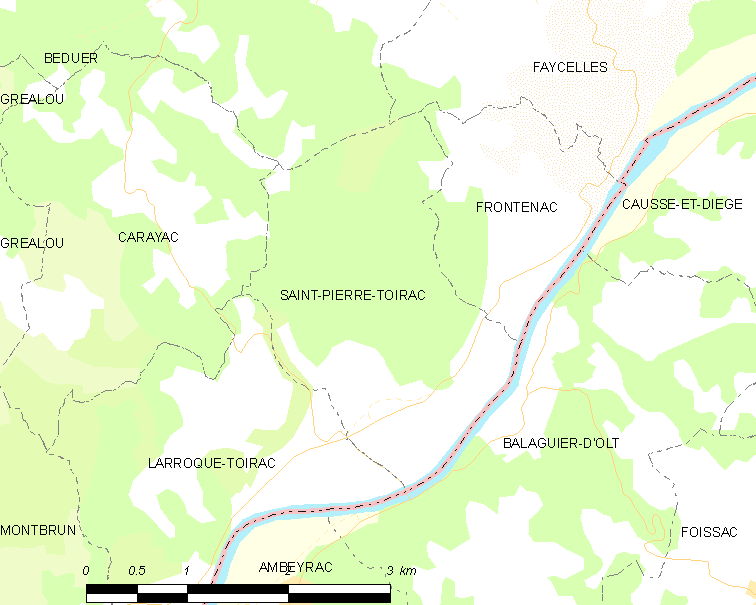
圣皮埃尔图瓦拉克的OSM定位图

## 行政
圣皮埃尔图瓦拉克的邮政编码为46160，INSEE市镇编码为46289。

## 政治
圣皮埃尔图瓦拉克所属的省级选区为科斯与谷地县。

## 人口

1962-2008年间圣皮埃尔图瓦拉克人口变化图示

圣皮埃尔图瓦拉克于2022年1月1日时的人口数量为164人。